# Honda Stepwgn
Honda Stepwgn — середньорозмірний MPV, що виробляється компанією Honda з 1996 року. Він розроблений з вищою кабіною, на відміну від Odyssey, а пізніше і Stream. Крім того, в ньому можуть розміститися вісім людей, а не сім у Odyssey та Stream. У стандартній формі автомобіль має одну дверку на стороні водія, але дві дверки на стороні пасажира.

## Перше покоління (RF1/2; 1996)

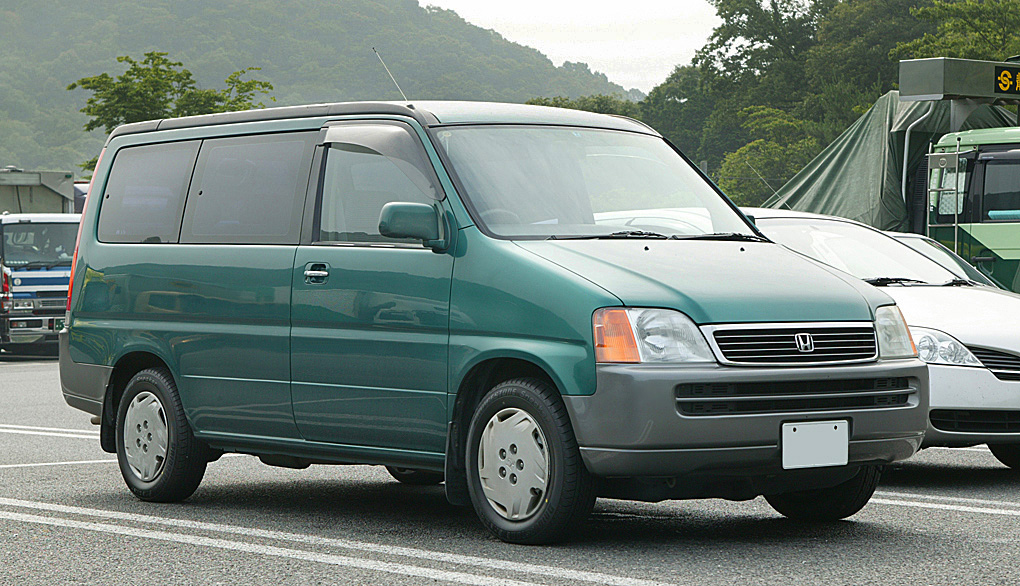
Honda StepWGN І

Перша модель однооб'ємника Stepwgn була випущена в 1996 році і відразу набула високу популярність багато в чому завдяки гнучкій ціновій політиці Honda і великому внутрішньому простору з плоским підлогою за рахунок використання переднього приводу. Автомобіль комплектується двома дверцятами + пасажирської ковзної дверима + задніми «воротами». Салон оснащується 8-ю сидіннями в три ряди. Існує два варіанти використання середнього ряду крісел: або оберталися, що дозволяють пасажирам перебувати обличчям один до одного, або комфортні, зручні для відпочинку крісла. Крім того, існує модифікація з 5-ю посадочними місцями в 2 ряди.
Stepwgn комплектується тільки 2-літровим рядним 4-циліндровим двигуном DOHC і 4-ступінчастою автоматичною трансмісією. Привід може бути переднім або повним. Цей сімейний автомобіль досяг великого успіху на ринку завдяки комерційній політиці Honda, спрямованої на споживачів, у яких є діти. Простий дизайн без надмірностей робить позитивний вплив на загальний імідж автомобіля. Однією зі складових популярності є незвичайний вид і скромна індивідуальність. У 1999 році трохи змінилося оформлення передньої частини кузова, покращилися ходові характеристики і експлуатаційні якості.

### Двигун
- 2.0 л B20B 125 к.с. I4

## Друге покоління (RF3/4/5/6/7/8; 2001)

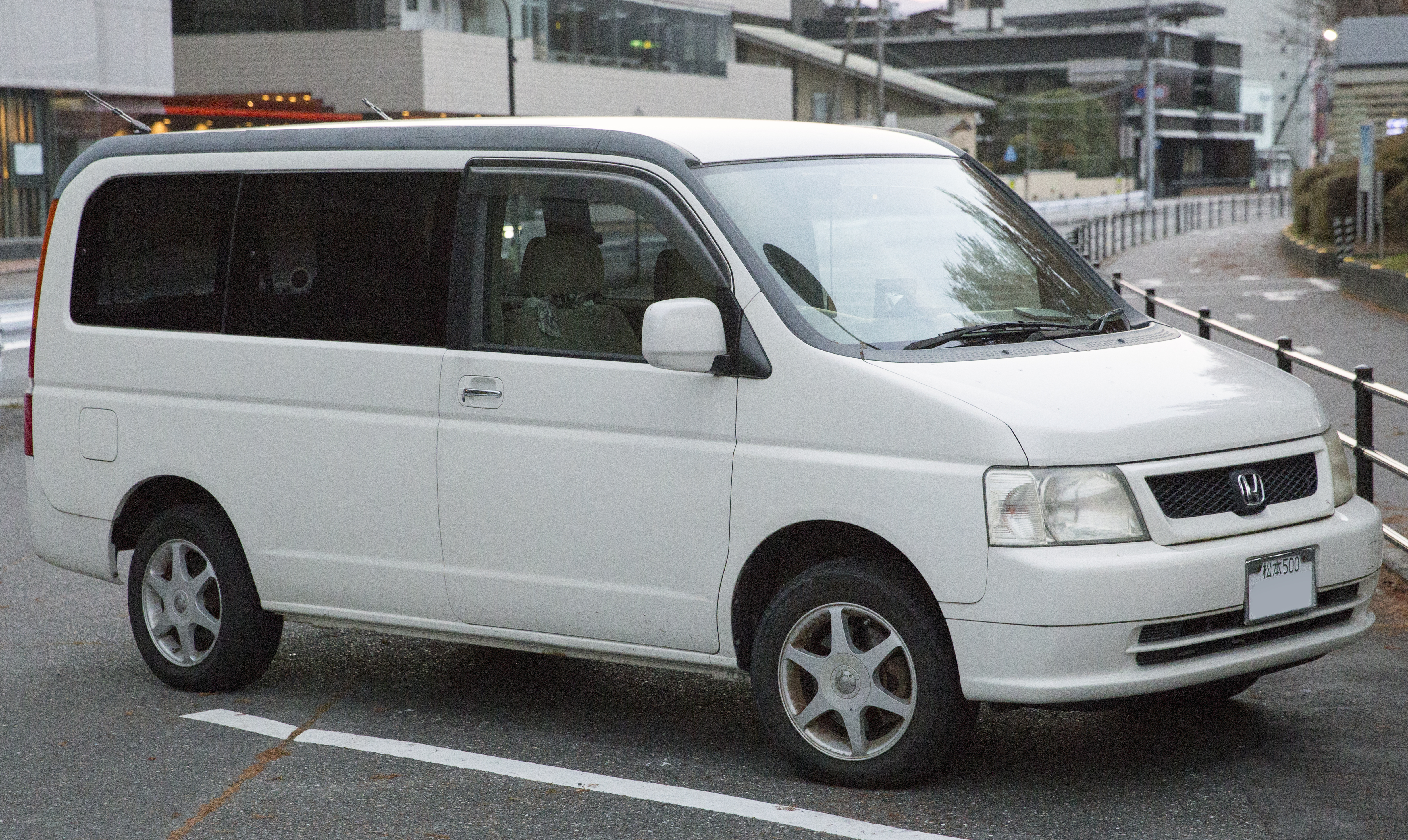
Honda StepWGN ІІ

Друге покоління Stepwgn дебютувало у квітні 2001 року на 35-му Токійському автосалоні. Його дизайн орієнтований на сім'ї із дітьми. Було доступно 4 варіанти розташування сидінь: "ігровий режим" (друг навпроти одного), "режим прийому їжі", "режим сну" та "вантажний режим" (при якому складається другий ряд сидінь). 2,0-літровий двигун K20A i-VTEC розвиває потужність 157,8 к.с., що покращує як ходові якості, так і економіку палива. Деякі деталі були посилені задля її подальшого поліпшення ходових якостей.
11 червня 2001 року почалися продажі версій Stepwgn Almas з можливістю підйому першого ряду пасажирських сидінь.
У червні 2003 року Stepwgn другого покоління пройшов фейсліфтінг. Зміни торкнулися як передньої, і задньої частини. Також було представлено версію Spada зі злегка зміненим дизайном крил. У моторну гаму було додано 2,4-літровий двигун K24A i-VTEC потужністю 159,8 к.с. Транспортний засіб було представлено на 37-му Токійському автосалоні.
За перші 6 місяців 2004 року в Японії було продано загалом 24 389 одиниць Stepwgn.

## Третє покоління (RG; 2005)

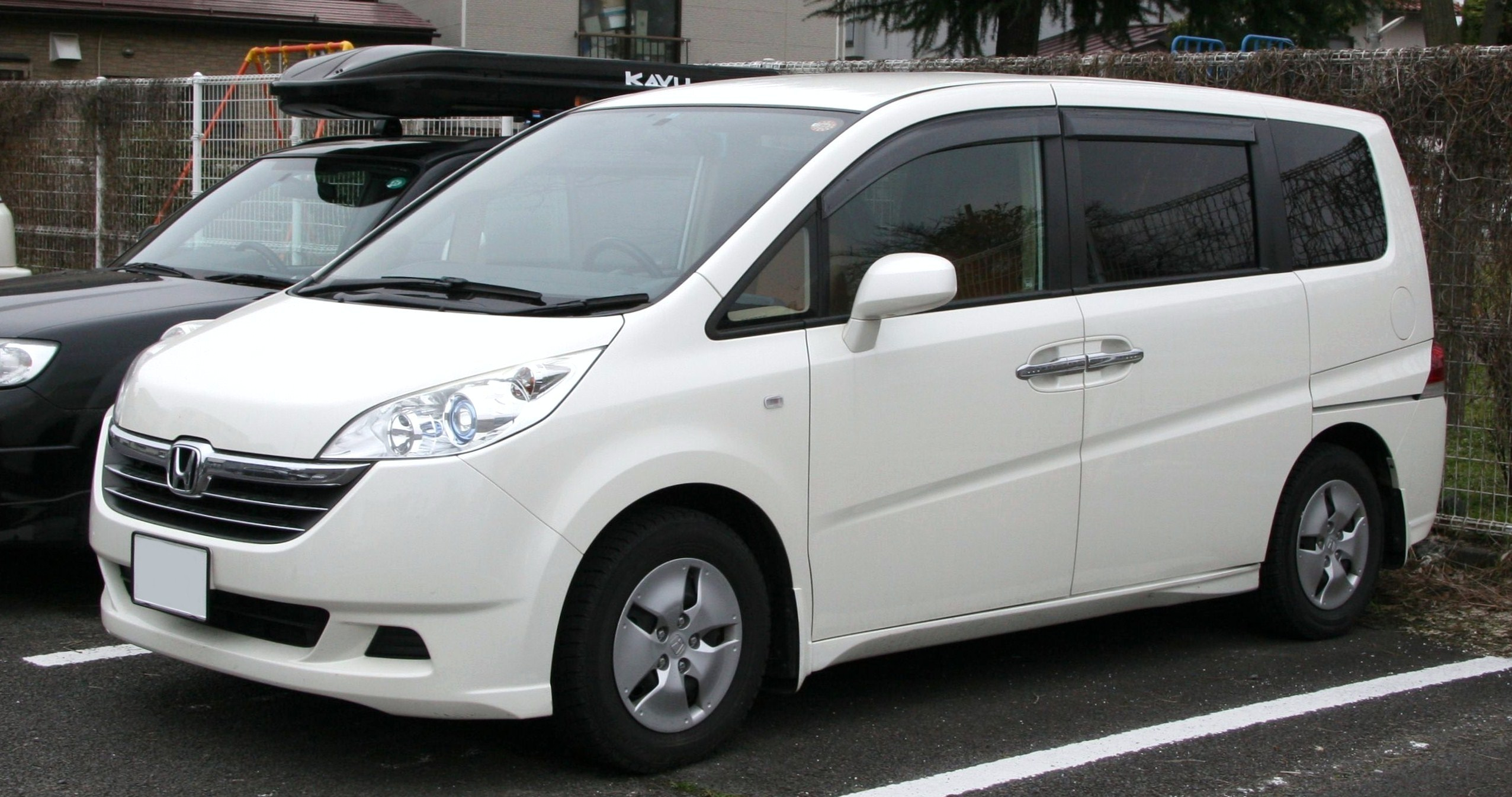
Honda StepWGN ІІІ

Третє покоління Honda Stepwgn дебютувало 26 травня 2005 року. На відміну від попередніх двох поколінь, автомобіль має більш аеродинамічний дизайн. По обидва боки були розташовані розсувні двері.
Незважаючи на те, що габарити автомобіля були зменшені, внутрішній простір залишився незмінним завдяки новому шасі, яке також покращило керованість автомобіля. Довжина була скорочена, а підлога була покрита дерев'яними панелями. Продаж розпочався 27 травня 2005 року у японських дилерів Honda. Конкурентами є Nissan Serena та Toyota Noah.
У моторну гаму входили двигуни K20A об'ємом 2,0 л, потужністю 155 к.с. та K24A об'ємом 2,4 л, потужністю 162 к.с. 2,0-літровий двигун поєднувався в парі з чотириступінчастою автоматичною трансмісією, а 2,4-літровий - з безступінчастою трансмісією.
До листопада 2005 року продано 7093 одиниць. 2006 року автомобіль пройшов фейсліфтинг.

## Четверте покоління (RK; 2009)

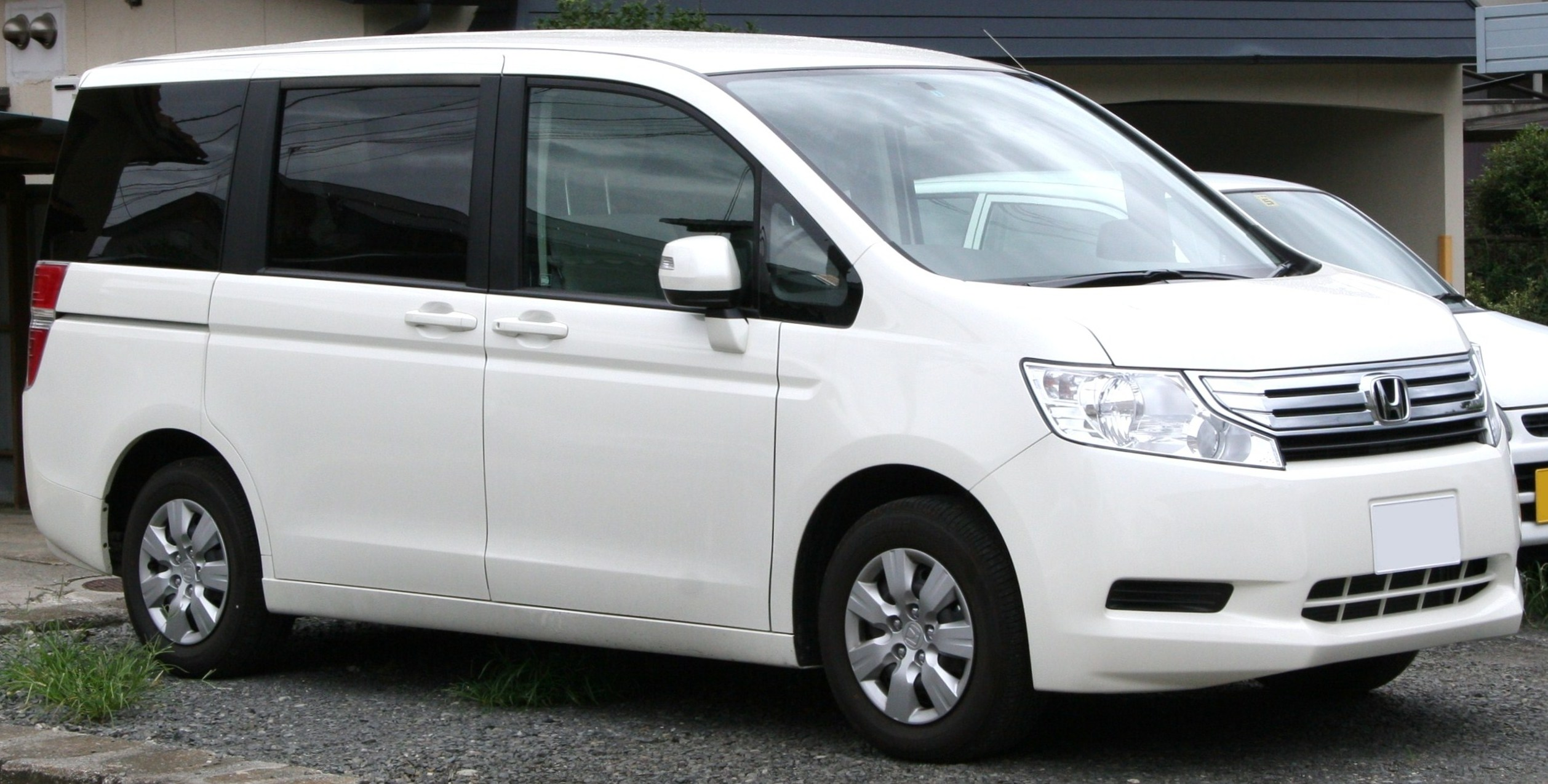
Honda StepWGN 4

Четверте покоління Honda Stepwgn було повністю розроблене "з нуля" і не було модернізацією попередніх поколінь. Автомобіль випускався у семи комплектаціях: G, G L Package, L, Li, Spada S, Spada Z та Spada Zi. 2,4-літровий двигун виключено з моторної гами. У рух автомобіль наводився 2,0-літровим двигуном R20A потужністю 150 л. Продаж розпочався у жовтні 2009 року в Японії.
У 2012 році автомобіль пройшов фейсліфтінг. До липня 2013 року було продано 6715 одиниць.

## П'яте покоління (RP1–5; 2015)

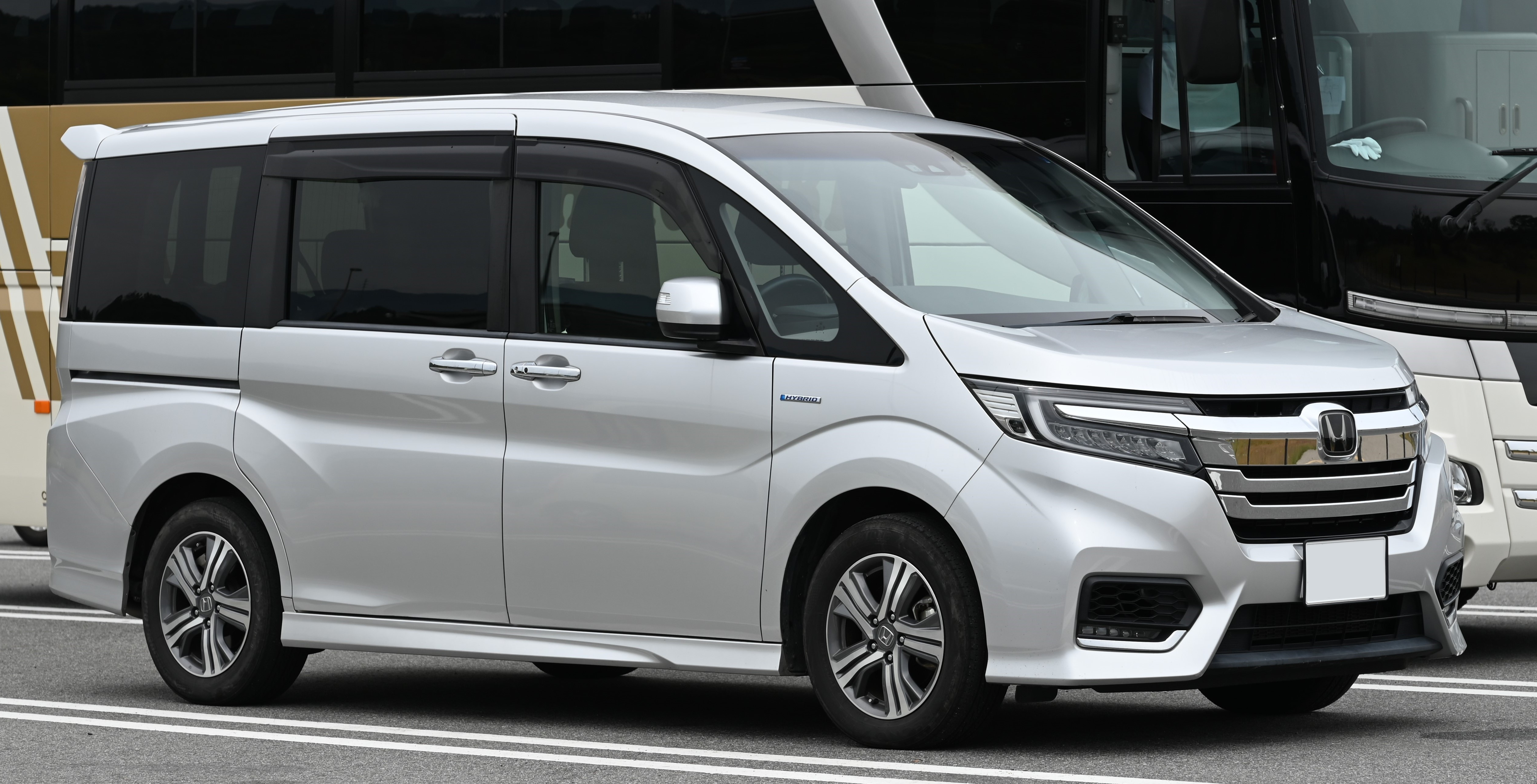
Honda StepWGN Hybrid 5

П'яте покоління Stepwgn вперше було представлено у квітні 2015 року. У моторну гаму було додано 1,5-літровий турбодвигун.
У вересні 2017 року автомобіль пройшов фейсліфтинг. У модельний ряд також були включені гібридні автомобілі та електромобілі.

## Шосте покоління (RP6–8; 2022)

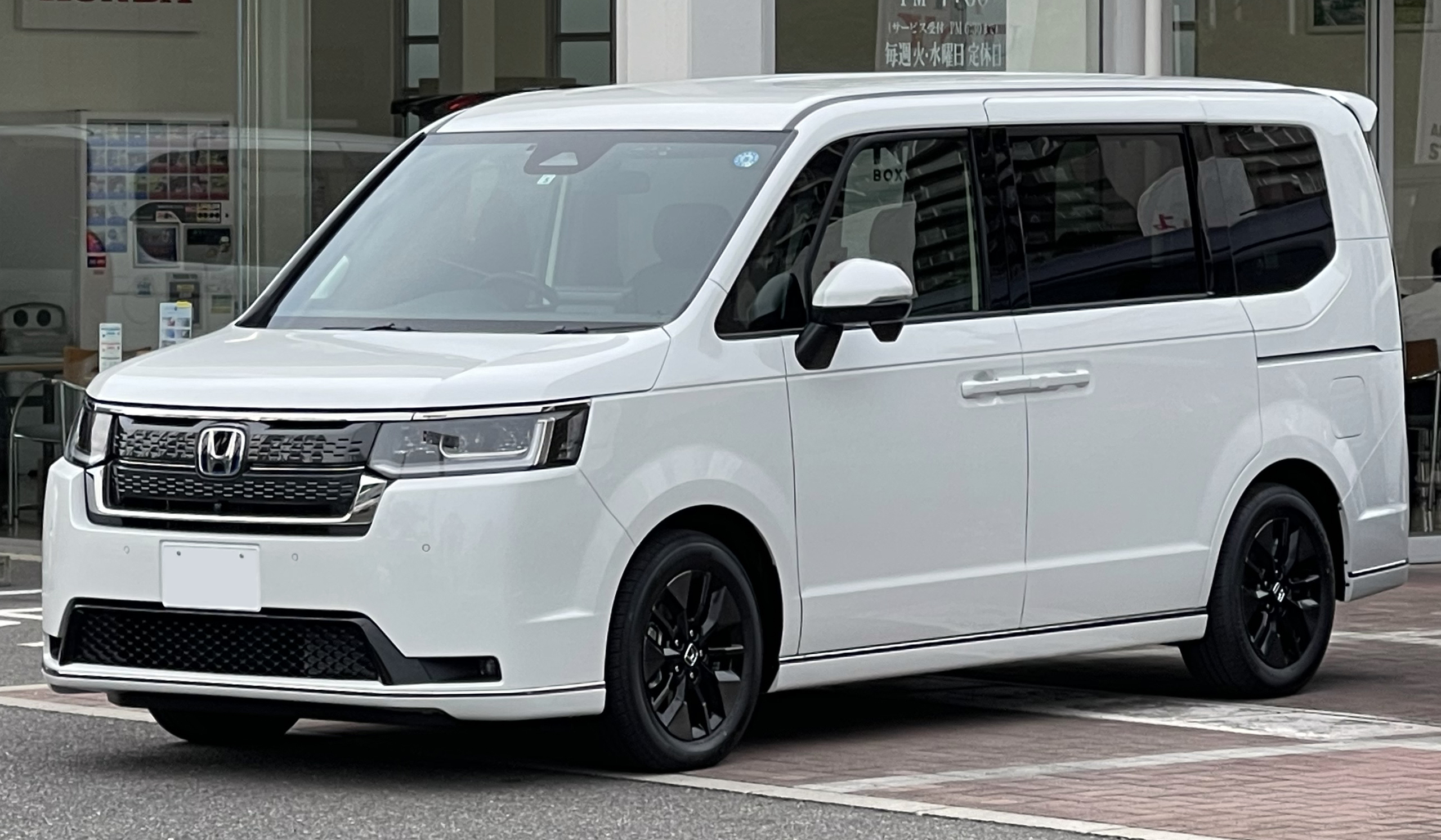
Honda StepWGN e-HEV SPADA (6AA-RP8)

Шосте покоління Honda Stepwgn було запущено у виробництво 7 січня 2022 року у трьох комплектаціях: Air, Spada та Spada Premium Line. Також випускається спортивний автомобіль із додаванням заднього спойлера. Інші аксесуари включають різні колісні диски та інші декоративні функції. Spada поставляється у забарвленні Emotional Solid.